# Lavina na Schalfkogelu (2009)
Lavina na Schalfkogelu 2. května 2009 byla lavina, která se sesunula na hoře Schalfkogel (3537 m) v Ötztalských Alpách, na území tyrolské obce Sölden. Lavina spadla asi v 16:15 SELČ a přibližně 500 metrů pod vrcholem hory pod ní zahynulo šest skialpinistů - pět Čechů a jeden Slovák. Podle počtu obětí se tak jednalo o největší lavinové neštěstí v Rakousku od března 2000 a zároveň se jednalo o jeden z nejhorších pádů lavin, při kterých zahynuli čeští občané. Skupina se při výstupu na vrchol hory zřejmě dostala do mlhy a rozhodla se ve výstupu nepokračovat, podle záchranářů však při sjezdu odřízli sněhovou desku a ta je smetla.
Záchranáři se k obětem kvůli špatnému počasí dostali až další den v 05:40 SELČ. Po chvíli se našly čtyři, později ještě další dvě těla už mrtvých osob, mužům pod sněhem už nemohli pomoci. Jen dvě z obětí měly podle šéfa horské služby v oblasti Obergurgl Ronalda Ribise šanci přežít, neboť měly pod lavinou malé vzduchové kapsy. Původně čítala skupina sedm lidí, ale jeden z nich se rozhodl zůstat na chatě Hochwilderhaus a výpravy se tak nezúčastnil. To mu zachránilo život. Následující den po pádu laviny byl přizván k identifikaci mrtvých.